# Eugen Mihăescu

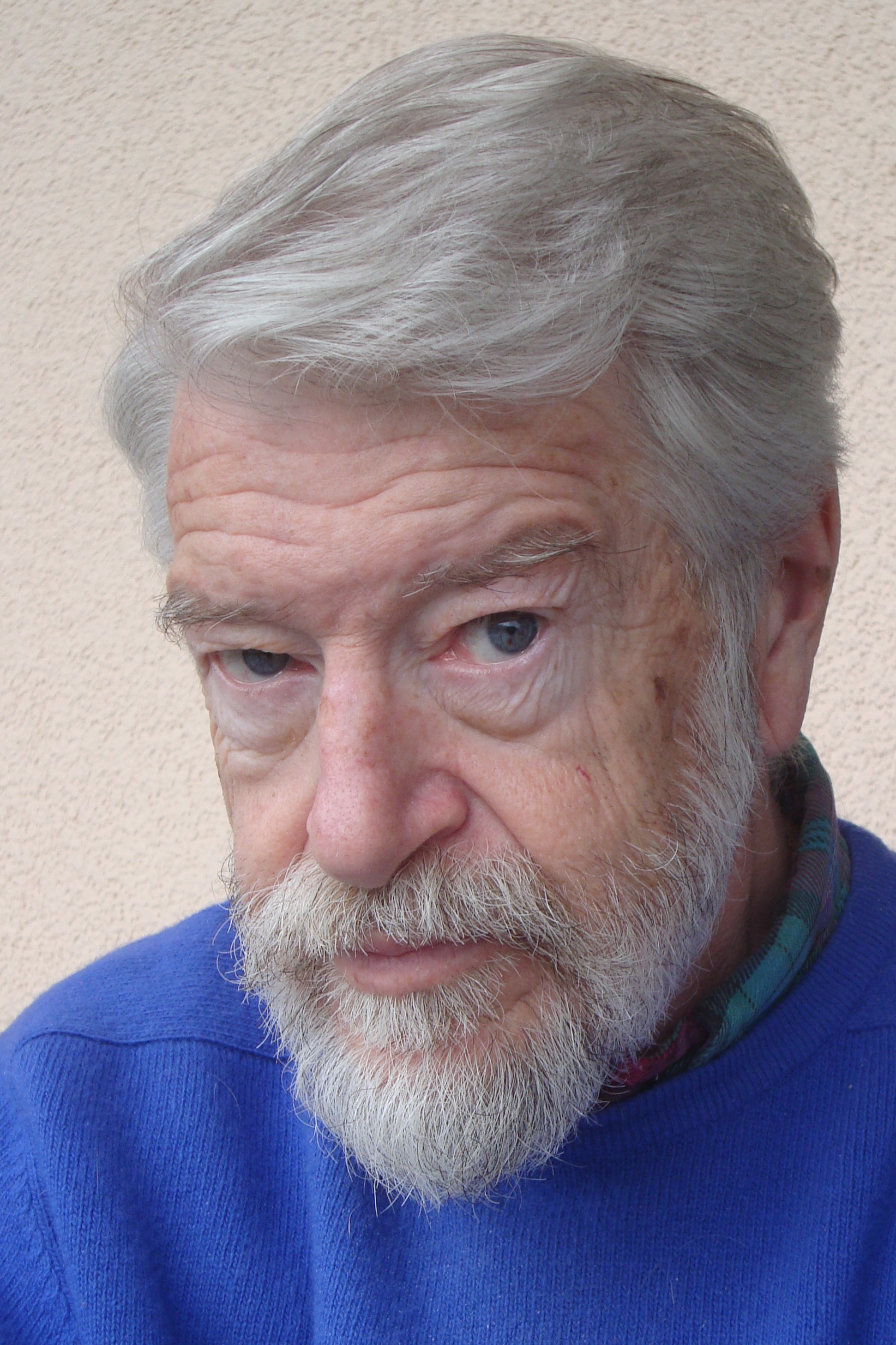
Eugen Mihăescu

Eugen Mihăescu (* 24. August 1937 in Bukarest, Rumänien) ist ein rumänischer Politiker und ehemaliges Mitglied des Europäischen Parlaments für die Partidul România Mare. Im Zuge der Aufnahme Rumäniens in die Europäische Union gehörte er vom 1. Januar bis zum 9. Dezember 2007 dem Europäischen Parlament an und war dort Stellvertretender Vorsitzender der Fraktion Identität, Tradition, Souveränität.

## Posten als MdEP
- Mitglied im Ausschuss für auswärtige Angelegenheiten
- Mitglied in der Delegation für die Beziehungen zu den Golfstaaten, einschließlich Jemen
- Stellvertreter im Unterausschuss für Sicherheit und Verteidigung
- Stellvertreter in der Delegation in der Paritätischen Parlamentarischen Versammlung AKP-EU